# Theta Centauri
Theta Centauri (θ Cen, θ Centauri) este o stea din constelația Centaurului. Numele său tradițional din limba arabă este de Menkent (posibil o abreviere de la ألمنكب ألقنتوس-al mankib al -qanturis, ce înseamnă ''umărul centaurului''). Este o stea gigantă portocalie de tip K cu o magnitudine aparentă de +2,06 și se află la aproximativ 60,94 ani lumină față de Pământ.